# ONS-code
De ONS-code is een aanduiding voor plaatsen in het Verenigd Koninkrijk. Het Britse bureau voor statistiek, Office for National Statistics, heeft de code ontwikkeld om statistische gegevens (bijvoorbeeld uit volkstellingen) te kunnen ordenen. De voormalige code is vanaf 01/01/2011 vervangen door een code van negen karakters. 

## Authorities, wards en census-gebieden
De code was opgebouwd uit een code van vier karakters die een unitary authority aangeven of een (bestuurlijk) graafschap en daar in liggend district.
(Unitary authorities en districten zijn te vergelijken met gemeenten in Nederland en België.)

Voorbeelden:
| Code | Omschrijving                |
| ---- | --------------------------- |
| 00EC | Middlesbrough (unitary)     |
| of   |                             |
| 12   | Cambridgeshire (graafschap) |
| 12UB | Cambridge district          |

De wards hadden een code van 2 letters, binnen de lokale autoriteit (u.a. of district). De zogenaamde Census Output Areas waren nog kleinere gebieden met een aanvullende 4-cijferige code binnen de ward. De Census Output Areas waren de kleinste eenheden waarvoor statistische gegevens worden gepubliceerd.
| 12UB       | Cambridge district                                            |
| 12UBGA     | Petersfield Ward                                              |
| 12UBGA0001 | Output Area: Gwydir Street (north of junction with Hooper St) |

Civil parishes werden aangeduid een 3-cijferige code binnen de lokale autoriteit.
| 12UD    | Fenland district      |
| 12UD010 | Tydd St. Giles parish |

## ONS-codes voor graafschappen en districten
Werden getoond als NUTS(3) codes, dus: (UKH12)

### London boroughs
- - 00AA (UKI11)   City of London
  - 00AB (UKI21)   Barking and Dagenham
  - 00AC (UKI23)   Barnet
  - 00AD (UKI21)   Bexley
  - 00AE (UKI23)   Brent
  - 00AF (UKI22)   Bromley
  - 00AG (UKI11)   Camden
  - 00AH (UKI22)   Croydon
  - 00AJ (UKI23)   Ealing
  - 00AK (UKI21)   Enfield
  - 00AL (UKI21)   Greenwich
  - 00AM (UKI12)   Hackney
  - 00AN (UKI11)   Hammersmith and Fulham
  - 00AP (UKI12)   Haringey
  - 00AQ (UKI23)   Harrow
  - 00AR (UKI21)   Havering
  - 00AS (UKI23)   Hillingdon
  - 00AT (UKI23)   Hounslow
  - 00AU (UKI12)   Islington
  - 00AW (UKI11)   Kensington and Chelsea
  - 00AX (UKI22)   Kingston upon Thames
  - 00AY (UKI12)   Lambeth
  - 00AZ (UKI12)   Lewisham
  - 00BA (UKI22)   Merton
  - 00BB (UKI12)   Newham
  - 00BC (UKI21)   Redbridge
  - 00BD (UKI23)   Richmond upon Thames
  - 00BE (UKI12)   Southwark
  - 00BF (UKI22)   Sutton
  - 00BG (UKI12)   Tower Hamlets
  - 00BH (UKI21)   Waltham Forest
  - 00BJ (UKI11)   Wandsworth
  - 00BK (UKI11)   City of Westminster

### Single-tierdistricten in stedelijke gebieden in Engeland
- Greater Manchester districts
  - 00BL (UKD32)   Bolton
  - 00BM (UKD32)   Bury
  - 00BN (UKD31)   Manchester
  - 00BP (UKD32)   Oldham
  - 00BQ (UKD32)   Rochdale
  - 00BR (UKD31)   Salford
  - 00BS (UKD31)   Stockport
  - 00BT (UKD31)   Tameside
  - 00BU (UKD31)   Trafford
  - 00BW (UKD32)   Wigan
- Merseyside districts
  - 00BX (UKD51)   Knowsley
  - 00BY (UKD52)   Liverpool
  - 00BZ (UKD51)   St Helens
  - 00CA (UKD53)   Sefton
  - 00CB (UKD54)   Wirral
- South Yorkshire districts
  - 00CC (UKE31)   Barnsley
  - 00CE (UKE31)   Doncaster
  - 00CF (UKE31)   Rotherham
  - 00CG (UKE32)   City of Sheffield
- Tyne and Wear districts
  - 00CH (UKC22)   Gateshead
  - 00CJ (UKC22)   Newcastle-upon-Tyne
  - 00CK (UKC22)   North Tyneside
  - 00CL (UKC22)   South Tyneside
  - 00CM (UKC23)   Sunderland
- West Midlands (graafschap) districts
  - 00CN (UKG31)   Birmingham
  - 00CQ (UKG33)   Coventry
  - 00CR (UKG34)   Dudley
  - 00CS (UKG34)   Sandwell
  - 00CT (UKG32)   Solihull
  - 00CU (UKG35)   Walsall
  - 00CW (UKG35)   Wolverhampton
- West Yorkshire districts
  - 00CX (UKE41)   Bradford
  - 00CY (UKE43)   Calderdale
  - 00CZ (UKE43)   Kirklees
  - 00DA (UKE42)   Leeds
  - 00DB (UKE43)   Wakefield

### Overige Unitary Authorities in Engeland
- Unitary authorities - North East England region
  - 00EB (UKC11)   Hartlepool
  - 00EC (UKC12)   Middlesbrough
  - 00EE (UKC12)   Redcar and Cleveland
  - 00EF (UKC11)   Stockton-on-Tees
  - 00EH (UKC13)   Darlington
- Unitary authorities - North West England region
  - 00ET (UKD21)   Halton
  - 00EU (UKD21)   Warrington
  - 00EX (UKD41)   Blackburn with Darwen
  - 00EY (UKD42)   Blackpool
- Unitary authorities - Yorkshire and the Humber region
  - 00FA (UKE11)   Kingston upon Hull
  - 00FB (UKE12)   East Riding of Yorkshire
  - 00FC (UKE13)   North East Lincolnshire
  - 00FD (UKE13)   North Lincolnshire
  - 00FF (UKE21)   York
- Unitary authorities - East Midlands region
  - 00FK (UKF11)   Derby
  - 00FN (UKF21)   Leicester
  - 00FP (UKF22)   Rutland
  - 00FY (UKF14)   Nottingham
- Unitary authorities - West Midlands region
  - 00GA (UKG12)   Herefordshire
  - 00GF (UKG21)   Telford and Wrekin
  - 00GL (UKG23)   Stoke-on-Trent
- Unitary authorities - South West England region
  - 00HA (UKK12)   Bath and North East Somerset
  - 00HB (UKK11)   Bristol
  - 00HC (UKK12)   North Somerset
  - 00HD (UKK12)   South Gloucestershire
  - 00HG (UKK41)   Plymouth
  - 00HH (UKK42)   Torbay
  - 00HN (UKK21)   Bournemouth
  - 00HP (UKK21)   Poole
  - 00HX (UKK14)   Swindon
- Unitary authorities - East of England region
  - 00JA (UKH11)   Peterborough
  - 00KA (UKH21)   Luton
  - 00KF (UKH31)   Southend-on-Sea
  - 00KG (UKH32)   Thurrock
- Unitary authorities - South East England region
  - 00LC (UKJ41)   Medway
  - 00MA (UKJ11)   Bracknell Forest
  - 00MB (UKJ11)   West Berkshire
  - 00MC (UKJ11)   Reading
  - 00MD (UKJ11)   Slough
  - 00ME (UKJ11)   Windsor and Maidenhead
  - 00MF (UKJ11)   Wokingham
  - 00MG (UKJ12)   Milton Keynes
  - 00ML (UKJ21)   Brighton and Hove
  - 00MR (UKJ31)   Portsmouth
  - 00MS (UKJ32)   Southampton
  - 00MW (UKJ34)   Isle of Wight

### Welsh authorities
- - 00NA (UKL11)   Isle of Anglesey
  - 00NC (UKL12)   Gwynedd
  - 00NE (UKL13)   Conwy
  - 00NG (UKL13)   Denbighshire
  - 00NJ (UKL23)   Flintshire
  - 00NL (UKL23)   Wrexham
  - 00NN (UKL24)   Powys
  - 00NQ (UKL14)   Ceredigion
  - 00NS (UKL14)   Pembrokeshire
  - 00NU (UKL14)   Carmarthenshire
  - 00NX (UKL18)   Swansea
  - 00NZ (UKL17)   Neath Port Talbot
  - 00PB (UKL17)   Bridgend
  - 00PD (UKL22)   Vale of Glamorgan
  - 00PF (UKL15)   Rhondda Cynon Taf
  - 00PH (UKL15)   Merthyr Tydfil
  - 00PK (UKL16)   Caerphilly
  - 00PL (UKL16)   Blaenau Gwent
  - 00PM (UKL16)   Torfaen
  - 00PP (UKL21)   Monmouthshire
  - 00PR (UKL21)   Newport
  - 00PT (UKL22)   Cardiff

### Schotse districten
- - 00QA (UKM10)   Aberdeen
  - 00QB (UKM10)   Aberdeenshire
  - 00QC (UKM21)   Angus
  - 00QD (UKM31/43)   Argyll and Bute
  - 00QE (UKM24)   Scottish Borders
  - 00QF (UKM22)   Clackmannanshire
  - 00QG (UKM31)   West Dunbartonshire
  - 00QH (UKM32)   Dumfries and Galloway
  - 00QJ (UKM21)   Dundee
  - 00QK (UKM33)   East Ayrshire
  - 00QL (UKM31)   East Dunbartonshire
  - 00QM (UKM23)   East Lothian
  - 00QN (UKM35)   East Renfrewshire
  - 00QP (UKM25)   Edinburgh
  - 00QQ (UKM26)   Falkirk
  - 00QR (UKM22)   Fife
  - 00QS (UKM34)   Glasgow
  - 00QT (UKM41/42/43)   Highland
  - 00QU (UKM35)   Inverclyde
  - 00QW (UKM23)   Midlothian
  - 00QX (UKM10/42)   Moray
  - 00QY (UKM33/43)   North Ayrshire
  - 00QZ (UKM36)   North Lanarkshire
  - 00RA (UKM45)   Orkney-eilanden
  - 00RB (UKM27)   Perth and Kinross
  - 00RC (UKM35)   Renfrewshire
  - 00RD (UKM46)   Shetland Islands
  - 00RE (UKM37)   South Ayrshire
  - 00RF (UKM38)   South Lanarkshire
  - 00RG (UKM27)   Stirling
  - 00RH (UKM28)   West Lothian
  - 00RJ (UKM44)   Eilean Siar (Western Isles, Buiten-Hebriden)

### Two-tiergraafschappen en districten in Engeland
- 01-07   niet meer in gebruik, was Greater London & de metropolitan counties
- 08   niet meer in gebruik, was Avon
- 09 (UKH22)   Bedfordshire
  - 09UC   Mid Bedfordshire
  - 09UD   Bedford
  - 09UE   South Bedfordshire
- 10   niet meer in gebruik, was Berkshire
- 11 (UKJ13)   Buckinghamshire
  - 11UB   Aylesbury Vale
  - 11UC   Chiltern
  - 11UE   South Bucks
  - 11UF   Wycombe
- 12 (UKH12)   Cambridgeshire
  - 12UB   Cambridge
  - 12UC   East Cambridgeshire
  - 12UD   Fenland
  - 12UE   Huntingdonshire
  - 12UG   South Cambridgeshire
- 13 (UKD22)   Cheshire
  - 13UB   Chester
  - 13UC   Congleton
  - 13UD   Crewe and Nantwich
  - 13UE   Ellesmere Port and Neston
  - 13UG   Macclesfield
  - 13UH   Vale Royal
- 14   niet meer in gebruik, was Cleveland
- 15 (UKK30)   Cornwall and Scilly
  - 15UB   Caradon
  - 15UC   Carrick
  - 15UD   Kerrier
  - 15UE   North Cornwall
  - 15UF   Penwith
  - 15UG   Restormel
  - 15UH   Isles of Scilly
- 16   Cumbria
  - 16UB (UKD11)   Allerdale
  - 16UC (UKD11)   Barrow-in-Furness
  - 16UD (UKD12)   City of Carlisle
  - 16UE (UKD11)   Copeland
  - 16UF (UKD12)   Eden
  - 16UG (UKD12)   South Lakeland
- 17   Derbyshire
  - 17UB (UKF13)   Amber Valley
  - 17UC (UKF12)   Bolsover
  - 17UD (UKF12)   Chesterfield
  - 17UF (UKF13)   Derbyshire Dales
  - 17UG (UKF13)   Erewash
  - 17UH (UKF13)   High Peak
  - 17UJ (UKF12)   North East Derbyshire
  - 17UK (UKF13)   South Derbyshire
- 18 (UKK43)   Devon
  - 18UB   East Devon
  - 18UC   Exeter
  - 18UD   Mid Devon
  - 18UE   North Devon
  - 18UG   South Hams
  - 18UH   Teignbridge
  - 18UK   Torridge
  - 18UL   West Devon
- 19 (UKK22)   Dorset
  - 19UC   Christchurch
  - 19UD   East Dorset
  - 19UE   North Dorset
  - 19UG   Purbeck
  - 19UH   West Dorset
  - 19UJ   Weymouth and Portland
- 20 (UKC14)   Graafschap Durham
  - 20UB   Chester-le-Street
  - 20UD   Derwentside
  - 20UE   City of Durham
  - 20UF   Easington
  - 20UG   Sedgefield
  - 20UH   Teesdale
  - 20UJ   Wear Valley
- 21 (UKJ22)   East Sussex
  - 21UC   Eastbourne
  - 21UD   Hastings
  - 21UF   Lewes
  - 21UG   Rother
  - 21UH   Wealden
- 22 (UKH33)   Essex
  - 22UB   Basildon
  - 22UC   Braintree
  - 22UD   Brentwood
  - 22UE   Castle Point
  - 22UF   Chelmsford
  - 22UG   Colchester (district)
  - 22UH   Epping Forest
  - 22UJ   Harlow
  - 22UK   Maldon
  - 22UL   Rochford
  - 22UN   Tendring
  - 22UQ   Uttlesford
- 23 (UKK13)   Gloucestershire
  - 23UB   Cheltenham
  - 23UC   Cotswold
  - 23UD   Forest of Dean
  - 23UE   Gloucester
  - 23UF   Stroud
  - 23UG   Tewkesbury
- 24 (UKJ33)   Hampshire
  - 24UB   Basingstoke and Deane
  - 24UC   East Hampshire
  - 24UD   Eastleigh
  - 24UE   Fareham
  - 24UF   Gosport
  - 24UG   Hart
  - 24UH   Havant
  - 24UJ   New Forest
  - 24UL   Rushmoor
  - 24UN   Test Valley
  - 24UP   City of Winchester
- 25   niet meer in gebruik, was Hereford and Worcester
- 26 (UKH23)   Hertfordshire
  - 26UB   Broxbourne
  - 26UC   Dacorum
  - 26UD   East Hertfordshire
  - 26UE   Hertsmere
  - 26UF   North Hertfordshire
  - 26UG   St. Albans
  - 26UH   Stevenage
  - 26UJ   Three Rivers
  - 26UK   Watford
  - 26UL   Welwyn Hatfield
- 27   niet meer in gebruik, was Humberside
- 28   niet meer in gebruik, was Isle of Wight graafschap
- 29 (UKJ42)   Kent
  - 29UB   Ashford
  - 29UC   City of Canterbury
  - 29UD   Dartford
  - 29UE   Dover
  - 29UG   Gravesham
  - 29UH   Maidstone
  - 29UK   Sevenoaks
  - 29UL   Shepway
  - 29UM   Swale
  - 29UN   Thanet
  - 29UP   Tonbridge and Malling
  - 29UQ   Tunbridge Wells
- 30 (UKD43)   Lancashire
  - 30UD   Burnley
  - 30UE   Chorley
  - 30UF   Fylde
  - 30UG   Hyndburn
  - 30UH   City of Lancaster
  - 30UJ   Pendle
  - 30UK   Preston
  - 30UL   Ribble Valley
  - 30UM   Rossendale
  - 30UN   South Ribble
  - 30UP   West Lancashire
  - 30UQ   Wyre
- 31 (UKF22)   Leicestershire
  - 31UB   Blaby
  - 31UC   Charnwood
  - 31UD   Harborough
  - 31UE   Hinckley and Bosworth
  - 31UG   Melton
  - 31UH   North West Leicestershire
  - 31UJ   Oadby and Wigston
- 32 (UKF30)   Lincolnshire
  - 32UB   Boston
  - 32UC   East Lindsey
  - 32UD   Lincoln
  - 32UE   North Kesteven
  - 32UF   South Holland
  - 32UG   South Kesteven
  - 32UH   West Lindsey
- 33 (UKH13)   Norfolk
  - 33UB   Breckland
  - 33UC   Broadland
  - 33UD   Great Yarmouth
  - 33UE   King's Lynn and West Norfolk
  - 33UF   North Norfolk
  - 33UG   Norwich
  - 33UH   South Norfolk
- 34 (UKF23)   Northamptonshire
  - 34UB   Corby
  - 34UC   Daventry
  - 34UD   East Northamptonshire
  - 34UE   Kettering
  - 34UF   Northampton
  - 34UG   South Northamptonshire
  - 34UH   Wellingborough
- 35 (UKC21)   Northumberland
  - 35UB   Alnwick
  - 35UC   Berwick-upon-Tweed
  - 35UD   Blyth Valley
  - 35UE   Castle Morpeth
  - 35UF   Tynedale
  - 35UG   Wansbeck
- 36 (UKE22)   North Yorkshire
  - 36UB   Craven
  - 36UC   Hambleton
  - 36UD   Harrogate
  - 36UE   Richmondshire
  - 36UF   Ryedale
  - 36UG   Scarborough
  - 36UH   Selby
- 37   Nottinghamshire
  - 37UB (UKF15)   Ashfield
  - 37UC (UKF15)   Bassetlaw
  - 37UD (UKF16)   Broxtowe
  - 37UE (UKF16)   Gedling
  - 37UF (UKF15)   Mansfield
  - 37UG (UKF15)   Newark and Sherwood
  - 37UJ (UKF16)   Rushcliffe
- 38 (UKJ14)   Oxfordshire
  - 38UB   Cherwell
  - 38UC   Oxford
  - 38UD   South Oxfordshire
  - 38UE   Vale of White Horse
  - 38UF   West Oxfordshire
- 39 (UKG22)   Shropshire
  - 39UB   Bridgnorth
  - 39UC   North Shropshire
  - 39UD   Oswestry
  - 39UE   Shrewsbury and Atcham
  - 39UF   South Shropshire
- 40 (UKK23)   Somerset
  - 40UB   Mendip
  - 40UC   Sedgemoor
  - 40UD   South Somerset
  - 40UE   Taunton Deane
  - 40UF   West Somerset
- 41 (UKG24)   Staffordshire
  - 41UB   Cannock Chase
  - 41UC   East Staffordshire
  - 41UD   Lichfield
  - 41UE   Newcastle-under-Lyme
  - 41UF   South Staffordshire
  - 41UG   Stafford
  - 41UH   Staffordshire Moorlands
  - 41UK   Tamworth
- 42 (UKH14)   Suffolk
  - 42UB   Babergh
  - 42UC   Forest Heath
  - 42UD   Ipswich
  - 42UE   Mid Suffolk
  - 42UF   St. Edmundsbury
  - 42UG   Suffolk Coastal
  - 42UH   Waveney
- 43 (UKJ23)   Surrey
  - 43UB   Elmbridge
  - 43UC   Epsom and Ewell
  - 43UD   Guildford
  - 43UE   Mole Valley
  - 43UF   Reigate and Banstead
  - 43UG   Runnymede
  - 43UH   Spelthorne
  - 43UJ   Surrey Heath
  - 43UK   Tandridge
  - 43UL   Waverley
  - 43UM   Woking
- 44 (UKG13)   Warwickshire
  - 44UB   North Warwickshire
  - 44UC   Nuneaton and Bedworth
  - 44UD   Rugby
  - 44UE   Stratford-on-Avon
  - 44UF   Warwick
- 45 (UKJ24)   West Sussex
  - 45UB   Adur
  - 45UC   Arun
  - 45UD   Chichester
  - 45UE   Crawley
  - 45UF   Horsham
  - 45UG   Mid Sussex
  - 45UH   Worthing
- 46 (UKK15)   Wiltshire
  - 46UB   Kennet
  - 46UC   North Wiltshire
  - 46UD   Salisbury
  - 46UF   West Wiltshire
- 47 (UKG12)   Worcestershire
  - 47UB   Bromsgrove
  - 47UC   Malvern Hills
  - 47UD   Redditch
  - 47UE   Worcester
  - 47UF   Wychavon
  - 47UG   Wyre Forest

### Districten van Noord-Ierland
- 95A (UKN04)   Derry
- 95B (UKN04)   Limavady
- 95C (UKN04)   Coleraine
- 95D (UKN04)   Ballymoney
- 95E (UKN04)   Moyle
- 95F (UKN03)   Larne
- 95G (UKN03)   Ballymena
- 95H (UKN05)   Magherafelt
- 95I (UKN05)   Cookstown
- 95J (UKN04)   Strabane
- 95K (UKN05)   Omagh
- 95L (UKN05)   Fermanagh
- 95M (UKN05)   Dungannon en South Tyrone
- 95N (UKN03)   Craigavon
- 95O (UKN05)   Armagh
- 95P (UKN05)   Newry and Mourne
- 95Q (UKN03)   Banbridge
- 95R (UKN03)   Down
- 95S (UKN02)   Lisburn
- 95T (UKN03)   Antrim
- 95U (UKN02)   Newtownabbey
- 95V (UKN02)   Carrickfergus
- 95W (UKN02)   North Down
- 95X (UKN03)   Ards
- 95Y (UKN02)   Castlereagh
- 95Z (UKN01)   Belfast

### Speciale codes voor gegevens die een stedelijke gebied als geheel betreffen
- 1B   Inner London
- 1C   Outer London
- 2A   Greater Manchester
- 2B   Merseyside
- 2C   South Yorkshire
- 2D   Tyne and Wear
- 2E   West Midlands
- 2F   West Yorkshire